# Léonce Manouvrier
Léonce-Pierre Manouvrier (Guéret, 28 giugno 1850 – Parigi, 18 gennaio 1927) è stato un antropologo, anatomista e fisiologo francese.

## Biografia
Figlio di un ingegnere stradale, iniziò i suoi studi nel collegio di Guéret. Durante la guerra franco-prussiana del 1870 si arruolò come volontario, servendo per 6 mesi la 2ª Armata della Loira del generale Alfred Chanzy. In seguito rimase riservista come medico militare con il grado di aiuto-maggiore.
Allievo di Paul Broca, lavorò sotto la sua direzione come assistente volontario tra il 1878 e 1880, dopodiché, a partire dal 1880, divenne titolare nel laboratorio d'antropologia dell'École pratique des hautes études, dove divenne dapprima direttore aggiunto nel 1900 e successivamente direttore titolare dopo la morte del dottor Laborde nel 1903.
Dopo aver sostenuto una tesi sulle sue ricerche d'anatomia comparativa e d'anatomia filosofica sui caratteri del cranio e del cervello, divenne dottore in medicina, ma non esercitò mai la professione medica per dedicarsi meglio alla ricerca e all'insegnamento.
Professore libero nell'École d'anthropologie a partire dal 1881, qui ottenne la cattedra di Antropologia Fisiologica nel 1887. Lavorò anche con Eugène Gley mentre era sotto-direttore della stazione fisiologica del Collège de France nel 1904. In questo istituto fu assistente di Grégoire Wyrouboff tra il 1910 e il 1913. Segretario generale della Société d'anthropologie de Paris dal 1900, fu nominato cavaliere della Legion d'onore nel 1909.
Manouvrier fu uno specialista dell'osteologia ma anche della neuroanatomia, interessandosi alla psicologia e alla sociologia. Redattore di un importante memoria sull'interpretazione della quantità nell'encefalo e del peso del cervello in particolare, trovò la soluzione del problema dell'interpretazione del peso cerebrale e rigettò le teorie deterministe di Lombroso e quelle razziste di Gobineau e Lapouge. Rifiutò anche la teoria sulla presunta inferiorità del cervello femminile.
Positivista influenzato da Auguste Comte, Manouvrier ideò un concetto che chiamò "anthropotechnie", secondo il quale la scienza antropologica doveva applicarsi alle arti sociali (tra cui la politica, la morale, la criminologia e l'igiene). Tuttavia si rivolse a certi aspetti del "comtismo", aderendo al trasformismo dopo la pubblicazione delle scoperte di Eugène Dubois nel 1894. Ecologista ante litteram, si oppose vivamente alle conseguenze dell'industrializzazione nella valle del Taurion.
Nel 1894 accettò di esaminare le ossa esumate dal cimitero di Sainte-Marguerite, erroneamente identificate come quelle di Luigi XVII, e con l'aiuto del dottor Magitot le attribuì ad un soggetto probabilmente maschile di età compresa tra i 18 e i 20 anni..
Dopo la morte, avvenuta nel 1927, fu inumato nel suo dipartimento natale a La Chapelle-Taillefert.